# Spirits Having Flown
Spirits Having Flown är ett musikalbum av Bee Gees. Det släpptes i februari 1979 på RSO Records och var gruppens trettonde album. Albumet spelades in under en lång period 1978 (mars-november) eftersom man ville bemöta den stora framgången med soundtracket till Saturday Night Fever med något likvärdigt. Från albumet släpptes "Tragedy" och "Too Much Heaven" som singlar vilka båda blev stora hits samt "Love You Inside Out". Albumet markerade slutet på Bee Gees glansperiod under 1970-talets andra hälft, och nästa album Living Eyes blev inte alls lika framgångsrikt som detta.

## Låtlista
Sida två
1. "Tragedy"
2. "Too Much Heaven"
3. "Love You Inside Out"
4. "Reaching Out"
5. "Spirits (Having Flown)"

Sida två
1. "Search, Find"
2. "Stop (Think Again)"
3. "Living Together"
4. "I'm Satisfied"
5. "Until"

## Listplaceringar
- Billboard 200, USA: #1[1]
- UK Albums Chart, Storbritannien: #1[2]
- VG-lista, Norge: #1[3]
- Topplistan, Sverige: #1[4]